# Karin Fritz (Bühnen- und Kostümbildnerin)
Karin Fritz (* in Kaiserslautern) ist eine deutsche Kostüm- und Bühnenbildnerin. Besondere Grundlage der von ihr entwickelten Bühnenkonzepte ist der kinetische Raum, in dem Verwandlungen dramaturgisch, inhaltlich motiviert und nach Aspekten des jeweiligen Stoffes ästhetisch wie auch sinnlich unterstützend entwickelt werden. Karin Fritz blickt auf eine langjährige Zusammenarbeit mit den Regisseuren Georges Delnon (Oper), Janusz Kica (Schauspiel) und Cusch Jung (Musical).
Karin Fritz studierte Bühnen- und Kostümbild an der Universität Mozarteum in Salzburg. Sie absolvierte das Studium mit Auszeichnung und trägt den akademischen Titel Master of Arts. Erste Stationen ihrer Laufbahn als Bühnen- und Kostümbildnerin waren das Theater Konstanz, das Staatstheater Karlsruhe und das Theater Dortmund, wo sie von 1995 bis 1999 zum Team von John Dew gehörte und als „Bühnenbildnerin des Jahres“ nominiert wurde. Seit 1999 arbeitet sie als freiberufliche Bühnen- und Kostümbildnerin u. a. an der Deutschen Oper Berlin, am Theater an der Wien und am Theater in der Josefstadt Wien, an den Staatstheatern Karlsruhe, Schwerin, Meiningen, Mainz, Kassel, am Gärtnerplatztheater München, an den Theatern Regensburg, Münster, St. Gallen, Biel Solothurn sowie am Landestheater Innsbruck. Mehrere Engagements führten sie an das Slowenische Nationaltheater MGL Ljubljana.

## Beruflicher Werdegang
Nach dem Abitur war Karin Fritz von 1981 bis 1982 zunächst als Kostümassistentin am Pfalztheater Kaiserslautern tätig, wo in ihr der Gedanke reifte, Bühnen- und Kostümbild zu studieren. 1982 nahm sie am Mozarteum in Salzburg ein Studium für Bühnengestaltung auf, das sie 1986 mit Auszeichnung abschloss. Bereits während des Studiums hatte Karin Fritz Bühnen- und Kostümassistenzen inne an den Bühnen der Stadt Wuppertal, am Theater des Westens Berlin und am Festspielhaus Salzburg.
Ihre Laufbahn als Kostümbildnerin startete Karin Fritz 1987 am Theater Konstanz unter der Intendanz von Hans Ammann. Von 1988 bis 1992 war sie Bühnen- und Kostümbildnerin am Badischen Staatstheater Karlsruhe (Intendanz: Günter Könemann). In den Jahren 1992 bis 1995 arbeitete sie als freiberufliche Bühnen- und Kostümbildnerin beim Festival Musica Straßburg, bei den Händel-Festspielen in Hannover, am Badischen Staatstheater Karlsruhe und am Pfalztheater Kaiserslautern. Von 1995 bis 1999 gehörte sie zum Team von John Dew am Theater Dortmund, wo sie zur Bühnenbildnerin des Jahres nominiert wurde. Seit 2000 wirkt sie als freiberufliche Bühnen- und Kostümbildnerin an der Deutschen Oper Berlin, an den Opernhäusern Leipzig, Bukarest und Halle, an den Theatern Aachen, Augsburg, Freiburg, Regensburg, Erfurt, Rostock, Kaiserslautern und der Stadt Trier, an den Städtischen Bühnen Münster, am Theater der Stadt Dortmund, am Theater in der Josefstadt Wien, sowie an den Staatstheatern Karlsruhe, Kassel, Mainz, Meiningen, Oldenburg und Schwerin sowie am Theater an der Wien. Von 2004 bis 2005 war sie Ausstattungsleiterin an den Städtischen Bühnen Münster, seit 2005 dort Bühnen- und Kostümbildnerin.

### Produktionen
Seit den 1990er Jahren stattet Karin Fritz im deutschsprachigen Raum Schauspiel, Oper, Operette und Musical mit Bühnen- und Kostümbild aus. Dabei konnte sie sich insbesondere durch Produktionen von Opern des 20. Jahrhunderts profilieren. So schuf sie bereits 1999 in Meiningen die opulente Ausstattung zu Ermanno Wolf-Ferraris Oper Sly in der Regie von Bruno Berger-Gorski. Nach ihren Entwürfen entstanden 2002 am Theater an der Wien Bühnen- und Kostümbild für die von Christine Mielitz inszenierte Oper Luisa Miller von Giuseppe Verdi. Les fées du Rhin (Die Rheinnixen) von Jacques Offenbach hatten als szenische Erstaufführung unter der Regie von Bruno Berger-Gorski am Theater Trier 2005 Premiere. Im Mozartjahr 2006 zeichnete sie an der Deutschen Oper Berlin an der Seite von Regisseur Roland Schwab für die Bühnenausstattung des experimentellen Mozart-Abend Fragmente, Memento Mozart verantwortlich. Für die Inszenierungen von Ernö Weil am Theater Regensburg schuf sie 2010 Bühnen- und Kostümbild für die Uraufführung von Franz Hummels Zarathustra und 2011 für die Oper Die tote Stadt von Erich Wolfgang Korngold.

## Produktionen Schauspiel (Auszug)
- 1990 Betrogen[1] (Harold Pinter) Staatstheater Karlsruhe, Regie: Pierre Jean Valentin
- 1998 Meisterklasse (Terrence McNally) Theater Dortmund, Regie: John Dew
- 2000 Der Diener zweier Herren (Carlo Goldoni) Staatstheater Mainz, Regie: Janusz Kica
- 2006 Der eingebildete Kranke (Molière) Staatstheater Kassel, Regie: Janusz Kica
- 2006 Der tolle Tag (Pierre-Augustin Caron de Beaumarchais) Theater in der Josefstadt Wien, Regie: Janusz Kica
- 2012 Don Carlos[2] (Friedrich Schiller), Theater Biel Solothurn, Regie: Katharina Rupp
- 2013 Viel Lärm um nichts (William Shakespeare) Theater Biel Solothurn, Regie: Katharina Rupp
- 2013 Wie im Himmel[3] (Kay Pollak) Theater in der Josefstadt Wien, Regie: Janusz Kica
- 2016 Der Schwierige (Hugo von Hofmannsthal) Theater in der Josefstadt Wien, Regie: Janusz Kica
- 2016 Onkel Wanja (Anton Tschechow) Theater Biel Solothurn, Regie: Katharina Rupp
- 2017 Professor Bernhardi[4] (Arthur Schnitzler) Theater in der Josefstadt Wien, Regie: Janusz Kica
- 2018 Maticek se zeni (Petih Aktih) Slowenisches Nationaltheater Ljubljana, Regie: Janusz Kica
- 2019 Jakobowsky und der Oberst[5] (Franz Werfl) Theater in der Josefstadt Wien, Regie: Janusz Kica
- 2019 Peer Gynt (Henrik Ibsen) Theater Biel Solothurn, Regie: Katharina Rupp
- 2020 Das Konzert (Hermann Bahr) Theater in der Josefstadt Wien, Regie: Janusz Kica
- 2021 Der Weg ins Freie[6][7] (Arthur Schnitzler/Susanne Felicitas Wolf) Theater in der Josefstadt Wien, Regie: Janusz Kica
- 2022 Leopoldstadt (Tom Stoppard) Theater in der Josefstadt, Regie: Janusz Kica
- 2023 Der Engel mit der Posaune[8] (Karl Hartl) Theater in der Josefstadt Wien, Regie: Janusz Kica
- 2023 Tweltfth Night, or What You Will (William Shakespeare) Slowenisches Nationaltheater Ljubljana, Regie: Janusz Kica
- 2024 Cyrano[9] (Edmond Rostand) Theater Biel Solothurn, Regie: Katharina Rupp

## Produktionen Oper (Auszug)
- 1993 Maria Stuarda (Gaetano Donizetti) Staatstheater Karlsruhe, Regie: Georges Delnon
- 1996 La Cenerentola (Gioachino Rossini) Theater Dortmund, Regie: Ulrich Skorski
- 1997 Die lustigen Weiber von Windsor (Otto Nicolai) Theater Dortmund, Regie: Dominik Wilgenbus
- 1998 La forza del destino (Giuseppe Verdi) Theater Dortmund, Regie: Gerhard Hess
- 1999 La Bohème (Giacomo Puccini) Theater Dortmund, Regie: Dominik Wilgenbus
- 2000 Maria di Rohan[10] (Gaetano Donizetti) Theater Aachen, Regie: Bruno Berger-Gorski
- 2001 Luisa Miller[11] (Giuseppe Verdi) Theater an der Wien Wien, Regie: Christine Mielitz
- 2002 Figaros Hochzeit (Wolfgang Amadeus Mozart) Staatstheater Meiningen, Regie: Roland Schwab
- 2005 Lucia di Lammermoor (Gaetano Donizetti) Theater Freiburg, Regie: Roland Schwab
- 2006 Fragmente, Memento Mozart[12][13][14][15] (Wolfgang Amadeus Mozart) Deutsche Oper Berlin, Regie: Roland Schwab
- 2008 Un Re in Ascolto[16] (Luciano Berio) Theater Münster, Regie: Ernö Weil
- 2010 Zarathustra[17][18][19] (Franz Hummel) Theater Regensburg, Regie: Ernö Weil
- 2011 Die englische Katze[20] (Hans-Werner Henze) Theater Münster, Regie: Ernö Weil
- 2012 Falstaff[21] (Giuseppe Verdi) Theater Regensburg, Regie: Ernö Weil
- 2013 Die tote Stadt[22] (Erich Wolfgang Korngold) Tiroler Landestheater Innsbruck, Regie: Ernö Weil
- 2015 Schneewittchen und die 77 Zwerge, UA[23][24] (Elena Kats-Chernin) Komische Oper Berlin, Regie: Christian von Götz
- 2022 Maskerade[25][26][27][28][29] (Carl Nielsen) Gewandhaus Leipzig, Regie: Cusch Jung
- 2022 La Bohème (Giacomo Puccini) Volkstheater Rostock, Regie: Cusch Jung

## Produktionen Operette (Auszug)
- 2016 Im Weißen Rössl[30] (Ralph Benatzky) Landestheater Linz, Regie: Karl Absenger
- 2018 Gräfin Mariza[31] (Emmerich Kalman) Seefestspiele Mörbisch, Regie: Karl Absenger
- 2020 Die Fledermaus[32] (Johann Strauss) Theater Regensburg, Regie: Cusch Jung

## Produktionen Musical (Auszug)
- 1998 My Fair Lady[33] (Frederick Loewe) Theater Dortmund, Regie: Wolfgang Quetes
- 2009 Sweeney Todd[34][35] (Stephen Sondheim, Hugh Wheeler) Staatstheater am Gärtnerplatz München, Regie: Christian von Götz
- 2012 Der Graf von Monte Christo[36] (Frank Wildhorn, Koen Schoots, Kim Scharnberg, Jack Murphy) Oper Leipzig, Regie: Cusch Jung
- 2013 Das Geheimnis des Edwin Drood[37] (Rupert Holmes) Theater Münster, Regie: Karl Absenger
- 2014 Peter Pan[38] (George Stiles) Oper Halle, Regie: Cusch Jung
- 2016 Anatevka[39][40] (Jerry Bock) Oper Bonn, Regie: Karl Absenger
- 2016 Dracula[41](Frank Wildhorn) Oper Leipzig, Regie: Cusch Jung
- 2016 My Fair Lady[42] (Frederick Loewe) Bad Hersfelder Festspiele, Regie: Cusch Jung
- 2019 On the Town (Leonard Bernstein) Oper Leipzig, Regie: Cusch Jung
- 2021 West Side Story[43] (Leonard Bernstein) Seefestspiele Mörbisch, Regie: Werner Sobotka
- 2021 Sweeney Todd[44][45] (Stephan Sondheim, Hugh Wheeler) Oper Leipzig, Regie: Cusch Jung
- 2023 Der Mann von La Mancha[46] (Mitch Leigh, Dale Wasserman) Theater Heidelberg, Regie: Cusch Jung
- 2023 Der Graf von Monte Christo (Frank Wildhorn, Koen Schoots, Kim Scharnberg, Jack Murphy) Landestheater Eisenach, Regie: Cusch Jung
- 2023 Crazy For You[47][48](George Gershwin) Oper Graz, Regie: Cusch Jung
- 2024 Liebe, Mord und Adelspflichten[49] (Robert L. Freedman) Theater Plauen Zwickau, Regie: Cusch Jung
- 2024 A Chorus Line (Marvin Hamlish) Bad Hersfelder Festspiele, Regie: Melissa King